# Hoffmann (microvettura)
La Hoffmann è una microvettura a tre ruote visibile al Lane Motor Museum di Nashville, salita agli onori delle cronache per essere stata definita come: "La peggior macchina mai costruita" (The worst car ever built) dal redattore della rivista online Jalopnik.

## Storia
Si tratta del restauro, avvenuto nel 1997, di un prototipo di autovettura costruito nel secondo dopoguerra, presumibilmente tra il 1949 e il 1951. In dipendenza delle fonti il progetto originale viene fatto risalire a un artigiano tedesco di nome Michael Hoffmann o all'azienda Hoffmann che in quegli anni produceva su licenza la Piaggio Vespa in Germania.

## Caratteristiche tecniche

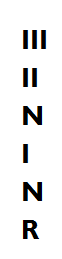
Disposizione delle marce sul pomello.

Si tratta di un veicolo a 3 ruote con le 2 anteriori fisse e la terza posteriore sterzante, configurazione già utilizzata anche in precedenza da altri progettisti. La carrozzeria in alluminio, di linea tondeggiante, aveva una lunghezza di poco superiore ai 3 metri e l'abitacolo era progettato per ospitare due persone.
Il propulsore è un monocilindro a due tempi raffreddato ad aria da 200 cm³ di cilindrata fabbricato dalla ILO-Motorenwerke in grado di erogare all'incirca 6 CV (4,8 kw) di potenza. Il suo posizionamento è particolare: collocato posteriormente alla ruota è fissato su un telaio ausiliare unitamente alla ruota stessa; un sistema di leveraggi consente lo spostamento del blocco intero per sterzare.
Il cambio dispone di 3 rapporti più retromarcia.

### Particolarità
Durante la prova effettuata nel 2015 che ha decretato il poco invidiabile primato, è stata rilevata la sua pericolosa instabilità anche alle basse velocità, dovuta principalmente al fatto che, a causa del posizionamento degli organi meccanici, la carreggiata anteriore è superiore al passo.
Oltre a questo sono state rilevate anche altre caratteristiche progettuali discutibili come:
- L'azionamento dei cristalli avviene tramite una cinghia che viene ancorata nella posizione desiderata grazie all'ausilio di occhielli e picchetti presenti sulla portiera controvento.
- L'ingresso e l'uscita dal veicolo sono molto difficoltose, sia per l'apertura controvento delle portiere che per l'esiguità di spazio disponibile all'interno dell'abitacolo, occupato in gran parte dall'accoppiata ruota/motore.
- Il tubo di rifornimento del carburante passa attraverso la cabina tra il pianale e il lunotto dell'auto, rendendo difficoltosa la visuale posteriore e agevolando contemporaneamente la diffusione di miasmi all'interno dell'abitacolo.
- Il pomello del cambio è a scorrimento lineare anziché il più classico schema a H, la vettura presenta così due marce "folli", una tra la seconda e la prima marcia, l'altra invece, tra la prima e la retromarcia.
- Gli specchi retrovisori sono stati posizionati in maniera poco corretta e quasi inutilizzabili essendo la visibilità bloccata dal montante anteriore.
- Essendo equipaggiata con un motore monocilindrico, la macchina presenta maggiori vibrazioni d'esercizio rispetto ai motori pluricilindrici.
- Data l'assenza della ventola di raffreddamento, il motore è soggetto a surriscaldamento[5].

Un'altra curiosità per un veicolo di questo tipo è la presenza di un'autoradio nel cruscotto e di un altoparlante posizionato tra i sedili di guidatore e passeggero, sul divisorio in legno posto a protezione degli organi meccanici.